# Renate Sommer
Renate Thekla Walburga Maria Sommer, née le 10 septembre 1958, est une femme politique allemande, membre de l'Union chrétienne-démocrate d'Allemagne (CDU).

## Biographie
Lors des élections européennes de 1999, elle est élue au Parlement européen, où elle siège au sein du groupe du Parti populaire européen. Elle est réélue en 2004, 2009 et 2014.